# Château d'Hurigny
Le château d'Hurigny est situé sur la commune d'Hurigny en Saône-et-Loire, dans le village.

## Description
Précédée d'une porte cochère sans couronnement dont les piliers en bossage en table portent des vases d'ornement, la construction consiste en un petit bâtiment de plan rectangulaire couvert d'un haut toit à croupes. Au centre de chacune des façades, un avant-corps de trois travées est couronné d'un fronton percé d'un oculus. Les lucarnes à pignon découvert sont flanquées d'ailerons et surmontées de boules d'amortissement.
Le château est une propriété privée et ne se visite pas.

## Historique

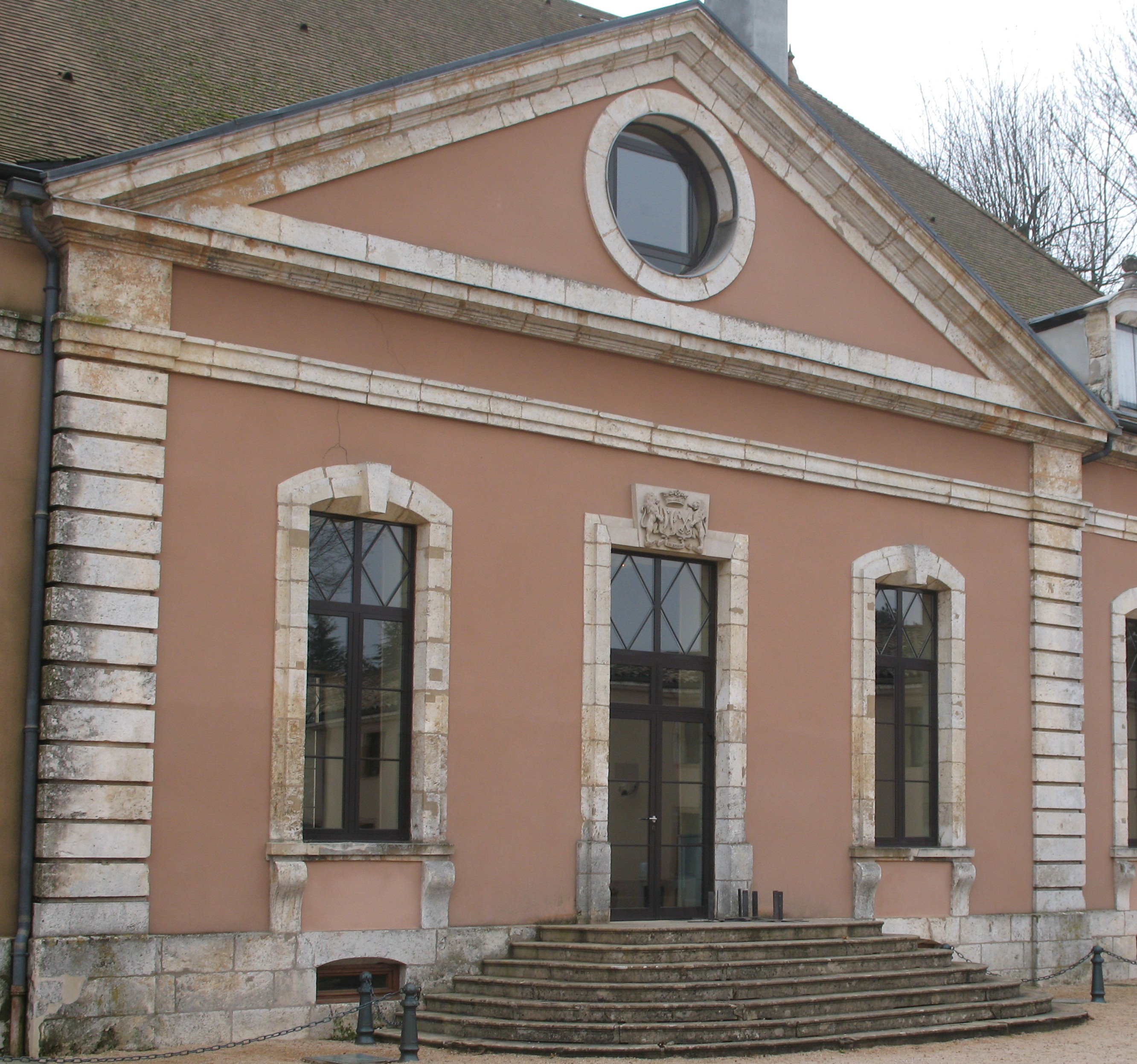
Château d'Hurigny.
Avant-corps avec fronton triangulaire.

- XIVe siècle : châtellenie royale pourvue d'une maison forte ceinte de fossés
- 1357 : le châtelain est Joceran Cabuche
- 1510 : la terre est érigée en fief pour Philippe Margeot, conseiller maître des comptes à Dijon
- 1535 : François Descrivieux est châtelain juge
- XVIe siècle : le fief échoit à Étienne Severt, bourgeois de Mâcon ; cette famille y réside et fonde une chapelle
- 1560 : Jean Severt, fils du précédent, hérite du fief
- 1599 : à la mort d'Ennemond Severt, fils du précédent, son fils Jean Severt lui succède
- 1657 : à sa mort, le précédent fait don de la terre à son neveu, Jacques-François de l'Estouf, baron de Pradines et Sirot
- 1666 : le domaine est vendu aux Ursulines de Mâcon
- 1671 : l'ensemble est vendu à Philippe-Étienne de Lamartine, conseiller-secrétaire du roi, fils aîné d'Étienne Lamartine (on écrivait à l'époque Alamartine) et d'Anne Galoche et auteur de la branche aînée des Lamartine, dite Lamartine d'Hurigny (son frère cadet, Jean-Baptiste, auteur de la branche de Lamartine de Montceau, est l'ancêtre du poète Lamartine)
- 1684 : Philippe de Lamartine, fils aîné du précédent, lui succède
- 1747 : ce dernier étant mort sans enfant, son frère Jean-Baptiste de Lamartine, lui succède
- 1757 : le fils du précédent, Jean-Baptiste de Lamartine, lui succède
- 1783 : il substitue une aimable demeure à l'ancien château qu'il a fait raser
- 1787 : le domaine échoit à Pierre de Montherod de Montferrand, qui émigre ; il avait épousé Sybille-Philippine de Lamartine, fille du précédent
- 1794 : le château est vendu à un notaire de Senozan, Joseph Meziat
- 1824 : une nouvelle vente fait passer le domaine entre les mains de M. Turin, négociant ; sa fille et héritière épouse le comte Léon de Leusse, grand érudit local[2], et le petit-fils de ce dernier, Raymond de Leusse, épouse une descendante de Philippe-Étienne de Lamartine
- 1988: le comte R. de Leusse cède la propriété à la commune d'Hurigny